# Vavaea degeneri
Vavaea degeneri är en tvåhjärtbladig växtart som beskrevs av Albert Charles Smith. Vavaea degeneri ingår i släktet Vavaea och familjen Meliaceae. Inga underarter finns listade i Catalogue of Life.